# Buathra dentata
Buathra dentata là một loài tò vò trong họ Ichneumonidae.